# الكأس السوفيتي 1983
الكأس السوفيتي 1983 هو الموسم 42 من الكأس السوفيتي. أقيم خلال الفترة 19 فبراير 1983 وحتى 8 مايو 1983، وأشرف على تنظيمه الاتحاد السوفيتي لكرة القدم، وكان عدد الأندية المشاركة فيه 40، وفاز فيه نادي شاختار دونيتسك.